# Sanja Mandić
Sanja Mandić (ur. 14 marca 1995 w Belgradzie) – serbska koszykarka występująca na pozycji rozgrywającej, reprezentantka kraju.
W styczniu 2019 opuściła Energę Toruń, rozwiązując umowę za porozumieniem stron. 14 stycznia została zawodniczką węgierskiego CMB Cargo UNI Gyor. 25 grudnia dołączyła do Ślęzy Wrocław. 10 lutego 2020 opuściła klub.

## Osiągnięcia
Stan na 12 lutego 2020, na podstawie, o ile nie zaznaczono inaczej.
Drużynowe
- Mistrzyni:
  - Ligi Adriatyckiej (2014)
  - Serbii (2014–2016)
  - Serbii U–19 (2012)
  - Serbii U–17 (2010, 2012)
- Wicemistrzyni:
  - Ligi Adriatyckiej (2013, 2015)
  - Serbii (2013)
- Brąz Ligi Adriatyckiej (2016)
- Zdobywczyni pucharu Serbii (2014)
- Finalistka pucharu Serbii (2012, 2013, 2015)
- Uczestniczka rozgrywek Eurocup (2016–2018)

Indywidualne
(* – oznacza nagrody przyznane przez portal eurobasket.com)
- MVP finałów ligi serbskiej (2016)
- Najlepsza*:
  - zawodniczka, występująca na pozycji obronnej Ligi Adriatyckiej (2016)
  - młoda zawodniczka Ligi Adriatyckiej (2015)
- Zaliczony do*:
  - I składu ligi:
    - adriatyckiej (2015, 2016)
    - serbskiej (2016)

  - II składu ligi:
    - adriatyckiej (2014)
    - serbskiej (2014, 2015)

  - składu honorable mention ligi węgierskiej (2018)

Reprezentacja
- Brązowa medalistka mistrzostw Europy U–18 (2012, 2013)
- Uczestniczka:
  - mistrzostw:
    - świata:
      - 2014 – 8. miejsce
      - U–19 (2013 – 11. miejsce)

    - Europy:
      - 2017 – 11. miejsce
      - U–20 (2014 – 4. miejsce, 2015 – 10. miejsce)
      - U–16 (2010 – 4. miejsce, 2011)

  - kwalifikacji do Eurobasketu (2017)
- Zaliczona do II składu mistrzostw Europy*:
  - U–18 (2013)
  - U–16 (2011)
- Liderka:
  - strzelczyń Eurobasketu U-16 (2011)
  - w asystach Eurobasketu U-18 (2013)
  - w przechwytach Eurobasketu U-18 (2013)